# Проспект Кирова (Мурманск)
Проспе́кт Ки́рова — один из четырёх проспектов Мурманска. Начинается от ул. Шмидта около МГТУ и следует в юго-восточном направлении. Из-за своей дугообразной формы постепенно уклоняется на восток, упираясь в комплекс учреждений Мурманской областной больницы. Назван 9 января 1937 годав честь С. М. Кирова, который неоднократно посещал Мурманск в годы его развития.

## География
Проспект берёт своё начало в долине Варничного ручья, являясь продолжением ул. Шмидта и направлен в юго-восточном направлении, проходя вдоль Каменного плато и Петушиной сопки. На пересечении с проспектом Ленина уклоняется в восточном направлении и упирается в Больничный городок.

## История проспекта
В 30-х годах XX века проспект застраивался одно- и двухэтажными деревянными домами, где жили тралфлотовцы и работники портовых предприятий. В 1933 году на улице открылся кинотеатр «Северное сияние», который был также расположен в деревянном здании. Первыми сооружениями из камня на улице стали учреждения образования: две школы и детский сад. Перед войной строители возвели первые корпуса областной больницы. Во время войны проспект подвёргся бомбардировкам, часть зданий сгорела. В каменном строении школы № 19 (ныне школа № 12) располагался военный госпиталь. В послевоенные годы улица вновь застраивалась деревянными домами и только в 60-х годах началось массовое строительство каменных зданий.

## Здания и сооружения
- Мурманский государственный технический университет
- Казначейство (бывш. кинотеатр «Северное сияние»)

## Транспорт
По всему проспекту Кирова проложена троллейбусная сеть.
Маршруты троллейбусов:
- № 3 — от перекрестка с просп. Ленина до здания областной больницы;
- № 4 — от здания МГТУ до перекрестка с просп. Ленина.

Маршруты автобусов:
- № 1,5,33Р — от здания МГТУ до перекрестка с просп. Ленина;
- № 3Т — от перекрестка с Заводской ул. до перекрестка с просп. Ленина;
- № 29 — от здания МГТУ до перекрестка с ул. Генералова.

## Пересекаемые улицы
С севера на юг:
- Хибинский переулок
- улица Полярной Дивизии
- улица Генералова
- улица Декабристов
- улица Марата
- Заводская улица
- Зелёная улица
- проспект Ленина
- Кольский проспект
- улица Павлова